# Округ Турку Лянсикескус
Округ Турку Лянсикескус (фин. Länsikeskus) — территориальная единица города Турку, включающая в себя 9 районов в западной части города.
Первоначально округ назывался Кунинкойа (фин. Kuninkoja) и включал в себя 7 районов. Численность населения округа Кунинкойа составляла 16 288 человек (2004) из которых пользовались финским языком как родным — 94,82 %, шведским языком — 3,09 %, другим языком — 2,08 %. В возрасте моложе 15 лет числилось 13,29 %, а старше 65 лет — около 21,81 %.
После реформирования, получил наименование Лянсикескус.

## Районы
В настоящее время в состав округа входит 9 районов города.
| Русское название | (на финском) | (на шведском) |
| Вятти            | Vätti        |               |
| Кяхяри           | Kähäri       |               |
| Мяликкяля        | Mälikkälä    |               |
| Питкямяки        | Pitkämäki    | Långbacka     |
| Похьёла          | Pohjola      | Norrstan      |
| Раунистула       | Raunistula   |               |
| Руносмяки        | Runosmäki    | Runosbacken   |
| Руохонпяа        | Ruohonpää    |               |
| Терясраутела     | Teräsrautela |               |